# Hot Mobile
Hot Mobile (hebräisch הוט מובייל, früher bekannt als Mirs Communications Ltd. bis Mai 2012) ist ein Mobilfunkunternehmen mit Sitz in Israel und Tochtergesellschaft von Hot Telecommunication Systems Ltd. (HOT).
Hot Mobile bietet landesweite drahtlose Dienste unter Verwendung von UMTS im 2100-MHz-Band an, wobei die Abdeckung durch eine Roaming-Vereinbarung mit Partner Communications Company im Inland ergänzt wird (bis diese eine vollständige Abdeckung erreichen). Das Unternehmen betreibt auch ein separates Netz mit Integrated-Digital-Enhanced-Network-Technologie (iDEN) (im 800-MHz-Band von Specialized Mobile Radio (SMR)) mit einem PTT-Dienst, der sich hauptsächlich an Unternehmen und große Organisationen richtet.

## Geschichte
Die Mirs Communications Ltd. wurde 1994 als Teil der Motorola-Kommunikationsabteilung gegründet und stellte drahtlose Netzwerke mit der Integrated-Digital-Enhanced-Network-Technologie (iDEN) für das Militär und große Organisationen bereit. Zunächst handelte es sich um ein geschlossenes System, das nur die Kommunikation zwischen Mirs-Clients ermöglichte; im Laufe der Jahre wurde es jedoch um die Möglichkeit erweitert, mit anderen Telefonnetzen zu kommunizieren, wodurch es zu einem vollständigen drahtlosen Netz wurde. Zunächst geschah dies über eine Festnetznummer (beginnend mit 03-77) und im Jahr 2001, nach Erhalt einer offiziellen Anbieterlizenz, über eine eigene Anbietervorwahl 057. Im Jahr 2013 wurde die Vorwahl auf 053 umgestellt.
2006 wurde Mirs zum alleinigen Anbieter von Mobilfunkdiensten für die Israel Defense Forces (IDF), nachdem der vorherige Vertrag der IDF mit Pelephone ausgelaufen war. Die IDF boten ihren beauftragten Offizieren und den Soldaten des Stehendes Heers, deren Aufgaben dies erforderten, kostenlose Mirs-Telefone an. Im Jahr 2010 wurde das Unternehmen von Motorola an die französische Altice verkauft.
2011 war Mirs einer von zwei Gewinnern (neben einer anderen Gruppe französischer Herkunft, Golan Telecom) für neue landesweite UMTS-Netzlizenzen des Israeli Ministry of Communications, und 2012 wurde das Unternehmen als Teil der Marke Hot, die der Altice Group gehört und zu der auch das israelische Kabelfernsehunternehmen Hot gehört, in „Hot Mobile“ umbenannt. Der offizielle Start des neuen Netzes war am 14. Mai 2012.

## Netz
Hot Mobile bietet verschiedene Tarife für die Allgemeinheit auf seinem GSM-basierten 3G UMTS, 4G LTE und seit September 2020 auch auf seinem neu eingerichteten 5G NR-Netz, sowie spezielle Pläne für Unternehmen und große Organisationen sowohl im GSM-basierten als auch im iDEN-Netz. Hot Mobile deckt die Netzabdeckung in Gebieten, in denen es nicht vertreten ist, durch ein Roaming-Abkommen mit Partner Communications Company ab.
| Frequenz | Band | Protokoll     | Klasse |
| -------- | ---- | ------------- | ------ |
| 800 MHz  | 0    | iDEN          | 3G     |
| 2100 MHz | 1    | UMTS/DC-HSPA+ | 3G     |
| 1800 MHz | 3    | LTE           | 4G     |
| 3500 MHz | n78  | 5G NR         | 5G     |